# Hichem Kaâbi
Hichem Kaâbi, né le 13 septembre 1986 à Tunis, est un joueur et entraîneur tunisien de volley-ball qui évolue avec l'Espérance sportive de Tunis.

## Palmarès

### Équipe nationale
- Jeux olympiques
  - 11e aux Jeux olympiques de 2012 à Londres ( Royaume-Uni)
- Championnat du monde
  - 15e en 2006 ( Japon)
  - 19e en 2010 ( Italie)
- Championnat d'Afrique
  -  Troisième en 2011 ( Maroc)
- Championnat arabe
  -  Vainqueur en 2012 ( Bahreïn)

### Clubs
- Championnat d'Afrique des clubs champions
  -  Vainqueur en 2014 et 2021 ( Tunisie)
  -  Finaliste en 2013 ( Libye), 2014 ( Tunisie) et 2016 ( Égypte)
- Championnat arabe des clubs champions
  -  Vainqueur en 2007 et 2014 ( Tunisie)
  -  Vainqueur en 2014 ( Tunisie)
  -  Finaliste en 2008 ( Libye), 2018 et 2019 ( Tunisie)
- Championnat de Tunisie
  -  Vainqueur en 2007, 2008, 2015, 2016, 2018, 2019, 2020, 2021, 2022, 2023, 2024 et 2025
- Coupe de Tunisie
  -  Vainqueur en 2007, 2010, 2014, 2017, 2018, 2019, 2020, 2021, 2022, 2023, 2024 et 2025
- Supercoupe de Tunisie masculine de volley-ball
  -  Vainqueur en 2008, 2009, 2018, 2019, 2022, 2023 et 2024

## Récompenses et distinctions
- Meilleur attaquant de la coupe du président Noursoultan Nazarbaïev en 2010[1]
- Meilleur attaquant du championnat arabe des clubs champions en 2014